# إيملي هوارد
إيملي هوارد (بالإنجليزية: Emily Howard)‏ هي ملحنة بريطانية، ولدت في 1979 في ليفربول في المملكة المتحدة.

## وصلات خارجية
- الموقع الرسمي
- إيملي هوارد على موقع الاتحاد الدولي للشطرنج (الإنجليزية)
- إيملي هوارد على موقع مباريات الشطرنج (الإنجليزية)
- إيملي هوارد على موقع 365Chess.com (الإنجليزية)
- إيملي هوارد على موقع Chesstempo.com (الإنجليزية)
- إيملي هوارد على موقع ميوزك برينز (الإنجليزية)